# مارينا كيد
مارينا كيد (بالإنجليزية: Marina Cade)‏ هي مجدفة أسترالية، ولدت في 9 مارس 1950 في ملبورن في أستراليا.

## وصلات خارجية
- مارينا كيد على موقع الاتحاد الدولي للتجديف (الإنجليزية)